# Молочай верболистий
Молочай верболистий (Euphorbia salicifolia) — вид трав'янистих рослин з родини молочайні (Euphorbiaceae), поширений у центральній і південно-східній Європі.

## Опис
Багаторічна рослина 40–130 см. Рослини коротко залозисто запушені, пізніше б.-м. голі. Листки з коротеньким черешками, довгасто-ланцетні, цілокраї.

## Поширення
Поширений у центральній і південно-східній Європі.
В Україні вид зростає на сухих луках, степових галявинах, узліссях, полях і вздовж доріг — тільки на Правобережжі, головним чином у Лісостепу.